# Stearat de magneziu
Stearatul de magneziu, denumit și sare de magneziu a acidului octadecanoic, este o substanță albă, pudră care devine solidă la temperatura camerei.  Are formula chimică Mg(C
18H
35O
2)
2. Este o sare care are în componența sa doi echivalenți ai stearatului (anionul acidului stearic) și un cation de  magneziu (Mg2+).  Stearatul de magneziu se topește la aproximativ  88 °C, nu este solubil în apă, și este în general considerat sigur pentru consumul uman la un nivel mai mic de 2500 mg/kg pe zi. În 1979, SCOGS —Subcommittee on GRAS (generally recognized as safe) Substances — al FDA a raportat că „nu există dovezi în informațiile disponibile pentru ... stearatul de magneziu ... care demonstrează, sau sugerează motive bune pentru suspectarea unui pericol pentru public atunci când este folosit la nivelurile care sunt acum actuale și în modul practicat acum, sau care ar putea fi de așteptat în mod rezonabil în viitor.”

## Mod de obținere
Stearatul de magneziu este creat prin reacția stearatului de sodiu cu sulfatul de magneziu.

## Utilizare
Stearatul de magneziu este adesea folosit ca antiaderent în fabricarea tabletelor medicale, capsulelor și pudrelor.  În această privință, substanța este de asemenea utilă, pentru că are proprietăți lubrifiante, prevenind lipirea ingredientelor de echipmentele de producție în timpul comprimării prafurilor chimice în tablete solide; stearatul de magneziu este lubrifiantul cel mai frecvent utilizat pentru tablete.  Stearatul de magneziu poate fi de asemenea utilizat în mod eficient în procesele de acoperire uscate.
Studiile au arătat că stearatul de magneziu poate afecta timpul de eliberare a ingredientelor active din tablete, etc., dar nu că acesta reduce biodisponibilitatea generală a acestor ingrediente.  Ca aditiv alimentar sau excipient farmaceutic, numărul său E este E470b.
Stearatul de magneziu este de asemenea folosit la legarea zahărului în bomboanele tari, cum ar fi cele mentolate, și este un ingredient comun în laptele praf pentru bebeluși. Sub formă de pulbere pură, substanța poate fi un pericol de explozie de praf, deși această problemă este efectiv nesemnificativă în afara fabricilor care o utilizează.
Stearatul de magneziu este fabricat atât din uleiuri vegetale cât și animale.  Unele suplimente nutritive precizează faptul că stearatul de magneziu folosit provine din surse vegetale.
Stearatul de magneziu este o componentă importantă a "inelelor de cadă". Atunci când este produs de către apa dură și săpun, atât stearatul de magneziu cât și stearatul de calciu formează un solid alb insolubil în apă, și sunt cunoscute în general sub numele de "gunoi de săpun".